# Raghú
En el marco de la mitología hinduista, Raghú fue un emperador de la Dinastía iksuakú.

## Nombre
- raghú, en el sistema AITS (alfabeto internacional para la transliteración del sánscrito).
- रघु, en escritura devanagari del sánscrito.
- Pronunciación: /ragú/ o /ragjú/.[1]
- Etimología:
  - En el Rig-veda (el texto más antiguo de la India, de mediados del II milenio a. C.) la palabra raghú todavía no representaba ningún personaje, sino que significaba simplemente ‘rápido’, ‘ser veloz’, ‘apurarse’, ‘moverse rápidamente’.
  - el término raghú está relacionado con el sánscrito laghú: ‘liviano, ligero’.[1]
  - posiblemente se le puso este nombre al mítico rey debido a que era un experto conductor de cuadrigas (carros de guerra).

## Leyenda
El rey Raghú creó su propia dinastía: el Raghú-kula (la familia de Raghú).
Las leyendas de su dinastía se elaboran en el Raghú-vamsa (el clan de Raghú), del poeta Kalidasa (siglo VI).

## Linaje
El Jari-vamsa (texto épico-religioso del siglo III a. C.),
el Brahma-purana y
el Shivá-purana mencionan que Raghú era hijo de Dilipa y Dirgha-Baju era su epíteto.
En cambio varios Puranas (textos posteriores al siglo II d. C.) ―como
el Visnú-purana,
el Vaiú-purana y
el Linga-purana― mencionan que Raghú era hijo de Dirgha-Baju y Dirgha-Baju era hijo de Dilipa.
De acuerdo con el Raghú-vamsa (de Kalidasa), Raghú era hijo del rey Dilipa y de la reina Sudaksina.
Según la mayoría de los Puranas, así como Kalidasa, Raghú fue sucedido por su hijo Ayá, que fue el padre de Dasaratha, el padre de Rama, Laksmana, Bharata y Satrughna.

## Vida
Dilipa, el padre de Raghú había sido un rey muy piadoso, y había realizado 100 iagñás o rituales sacrificiales. Hasta que él logró esa hazaña, solo Indra, el rey de los dioses, se había ganado esa distinción. En un intento por evitar que Dilipa igualara su récord, Indra colocó muchos obstáculos en el camino de la finalización con éxito del sacrificio número 100, pero Raghú fue capaz de prevalecer por la fuerza sobre el propio Indra, y el sacrificio se completó con éxito.
Como rey, Raghú fue muy generoso. Se dice que nadie regresaba de su palacio con las manos vacías.

## Legado
Raghú es más conocido hoy en día como el bisabuelo de Rama. Sin embargo hay indicios de que en el período clásico, Raghú era una personalidad heroica de importancia mucho mayor de lo que cabría imaginar hoy. El maja-kavia (texto épico) compuesto por el poeta clásico Kalidasa acerca de la vida de los antepasados de Rama se llama Raghú-vamsa (‘la dinastía de Raghú’). De hecho, el mismo Rama es conocido por muchas denominaciones (como Rághava, Raghú-Nandana y Raghú-Kula Naiaka), que indican su pertenencia a la familia de Raghú, y a la vez subrayan el gran prestigio que gozaba el rey Raghú en la era puránica.